# Internationales Werner-Seelenbinder-Gedenkturnier 1981
Das Internationale Werner-Seelenbinder-Gedenkturnier 1981 fand vom 12. bis zum 13. September 1981 in Greifswald statt. Es war die neunte Auflage dieser internationalen Meisterschaften der DDR im Badminton.

## Medaillengewinner
| Disziplin    | Gold                                                                          | Silber                                                       | Bronze                                                           |
| ------------ | ----------------------------------------------------------------------------- | ------------------------------------------------------------ | ---------------------------------------------------------------- |
| Herreneinzel | Michal Malý (ČSSR)                                                            | Erfried Michalowsky (Einheit Greifswald)                     | Edgar Michalowski (Einheit Greifswald)                           |
| Herreneinzel | Michal Malý (ČSSR)                                                            | Erfried Michalowsky (Einheit Greifswald)                     | Karel Lakomý (ČSSR)                                              |
| Dameneinzel  | Monika Cassens (HSG Lok HfV Dresden)                                          | Tatyana Litvinenko (UdSSR)                                   | Petra Tobien (EBT Berlin)                                        |
| Dameneinzel  | Monika Cassens (HSG Lok HfV Dresden)                                          | Tatyana Litvinenko (UdSSR)                                   | Petra Michalowsky (Einheit Greifswald)                           |
| Herrendoppel | Leonid Pajkin / Nikolay Peshekhonov (UdSSR)                                   | Konstantin Vavilov / Viktor Samarin (UdSSR)                  | Radiy Bilalov / Fred Fiebig (UdSSR / Lok Staßfurt)               |
| Herrendoppel | Leonid Pajkin / Nikolay Peshekhonov (UdSSR)                                   | Konstantin Vavilov / Viktor Samarin (UdSSR)                  | Edgar Michalowski / Erfried Michalowsky (Einheit Greifswald)     |
| Damendoppel  | Monika Cassens / Ilona Michalowsky (HSG Lok HfV Dresden / Einheit Greifswald) | Tatyana Litvinenko / Natalja Maxakova (UdSSR)                | Petra Tobien / Christine Ober (EBT Berlin / Fortschritt Tröbitz) |
| Damendoppel  | Monika Cassens / Ilona Michalowsky (HSG Lok HfV Dresden / Einheit Greifswald) | Tatyana Litvinenko / Natalja Maxakova (UdSSR)                | Petra Michalowsky / Birgit Kämmer (Einheit Greifswald)           |
| Mixed        | Edgar Michalowski / Monika Cassens (Einheit Greifswald / HSG Lok HfV Dresden) | Erfried Michalowsky / Petra Michalowsky (Einheit Greifswald) | Leonid Pajkin / Tatyana Litvinenko (UdSSR)                       |
| Mixed        | Edgar Michalowski / Monika Cassens (Einheit Greifswald / HSG Lok HfV Dresden) | Erfried Michalowsky / Petra Michalowsky (Einheit Greifswald) | Thomas Mundt / Ilona Michalowsky (Einheit Greifswald)            |